# ドリルンベース
ドリルンベース（英: Drill 'n' bass）は、ドラムンベースを起源とする電子音楽のジャンルの内の1つ。1990年代中盤のスクエアプッシャー、エイフェックス・ツイン、ルーク・ヴァイバート、μ-ziqなどの作品が発祥とされる。
音楽的な特徴としては、複雑なプログラミング、アーメンブレイク、初期ジャングルをサンプリングするなどが基本。これらのサンプリングビーツを、一度解体、分割し、一音ずつにリバース、ディレイ、大胆なピッチシフトをかけることによって、壊滅的でありながらリズミカルなビートが形成される。ドリルンベースの複雑なプログラミングは、後のVSTプラグインの普及と共にグリッチ、クリックなどのエレクトロニカのジャンルにも影響を与えた。

## 主なドリルンベースの作品
- スクエアプッシャー
  - 『コナンバーEP』（EP、1995年）
  - 『オーロイ・ロード・トラックス』（EP、デューク・オブ・ハリンゲイ名義、1995年）
  - 『フィード・ミー・ウィアード・シングス』（1996年）
  - 『ビッグ・ローダー』（1997年）

- エイフェックス・ツイン
  - 『ハンガブル・オート・バルブ』（EP、AFX名義、1995年）
  - 『リチャードD.ジェイムス・アルバム』（1996年）
  - 『カム・トゥ・ダディEP』（EP、1997年）
  - 『ドラックス』（2001年）

- ルーク・ヴァイバート
  - 「Plug 1 Visible Crater Funk」（シングル、Plug名義、1995年）
  - 「Plug 2 Rebuilt Kev」（シングル、Plug名義、1995年）
  - 「Plug 3 Versatile Crib Funk」（シングル、Plug名義、1995年）

- ボグダン・レィチンスキ
  - 『Boku Mo Wakaran』（1998年）

- μ-ziq
  - 『ルナティック・ハーネス』（1997年）